# 谢罗 (萨尔特省)
谢罗（法語：Cherreau，法語發音：[ʃɛʁo]）是法国萨尔特省的一个旧市镇，属于马梅尔斯区。2019年，谢罗与市镇谢雷合并为新市镇谢雷欧。

## 地理
谢罗（48°11'34"N, 0°40'58"E）面积11.64 平方千米，位于法国卢瓦尔河地区大区萨尔特省，该省份为法国西北部内陆省份，北起顺时针与奥恩省、厄尔-卢瓦省、卢瓦-谢尔省、安德尔-卢瓦尔省、曼恩-卢瓦尔省和马耶讷省接壤，是法国大西部的入口，连接卢瓦尔河谷、布列塔尼和巴黎盆地。
与谢罗接壤的市镇（或旧市镇、城区）包括：谢雷、貝爾納堡、梅姆河畔苏维涅、阿沃泽、瑟通、科尔姆。

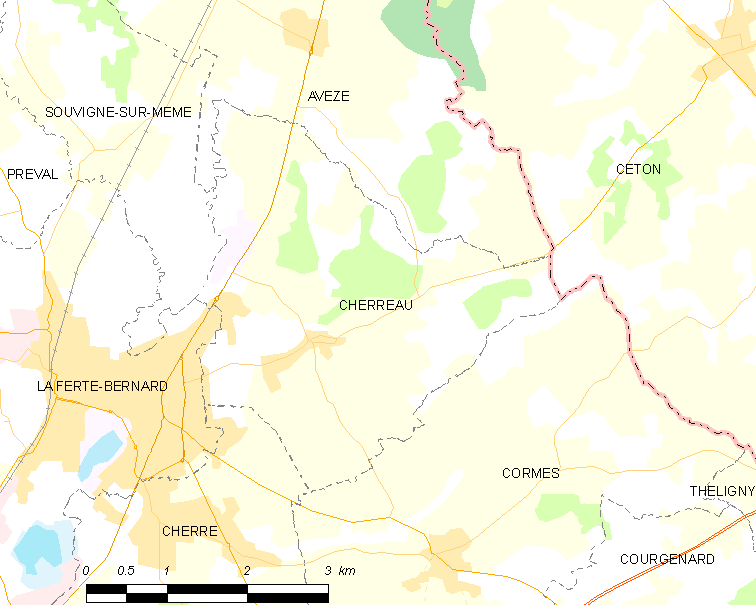
的OSM定位图

谢罗的时区为UTC+01:00、UTC+02:00（夏令时）。

## 行政
谢罗的邮政编码为72400，INSEE市镇编码为72081。

## 政治
谢罗所属的省级选区为贝尔纳堡县。

## 人口

1962-2008年间人口变化图示

谢罗于2018年1月1日时的人口数量为938人。